# Shinsei Bank
Shinsei Bank (jap. 株式会社新生銀行 Kabushiki-gaisha Shinsei Ginkō) – japoński bank założony w 1952 roku. Spółka notowana jest na Tokijskiej Giełdzie Papierów Wartościowych, wchodzi w skład indeksu Topix. Bank posiada 39 oddziałów w Japonii i jeden oddział poza.